# Pambolus nepalensis
Pambolus nepalensis är en stekelart som beskrevs av Papp 1996. Pambolus nepalensis ingår i släktet Pambolus och familjen bracksteklar. Inga underarter finns listade i Catalogue of Life.